# Kaple svatého Šebestiána (Mikulov)
Kaple svatého Šebestiána v Mikulově je kaple na vrchu Svatý kopeček, východně od centra města Mikulov. Spadá pod římskokatolickou farnost u kostela svatého Václava. V roce 2018 byl celý areál prohlášen národní kulturní památkou.

## Historie

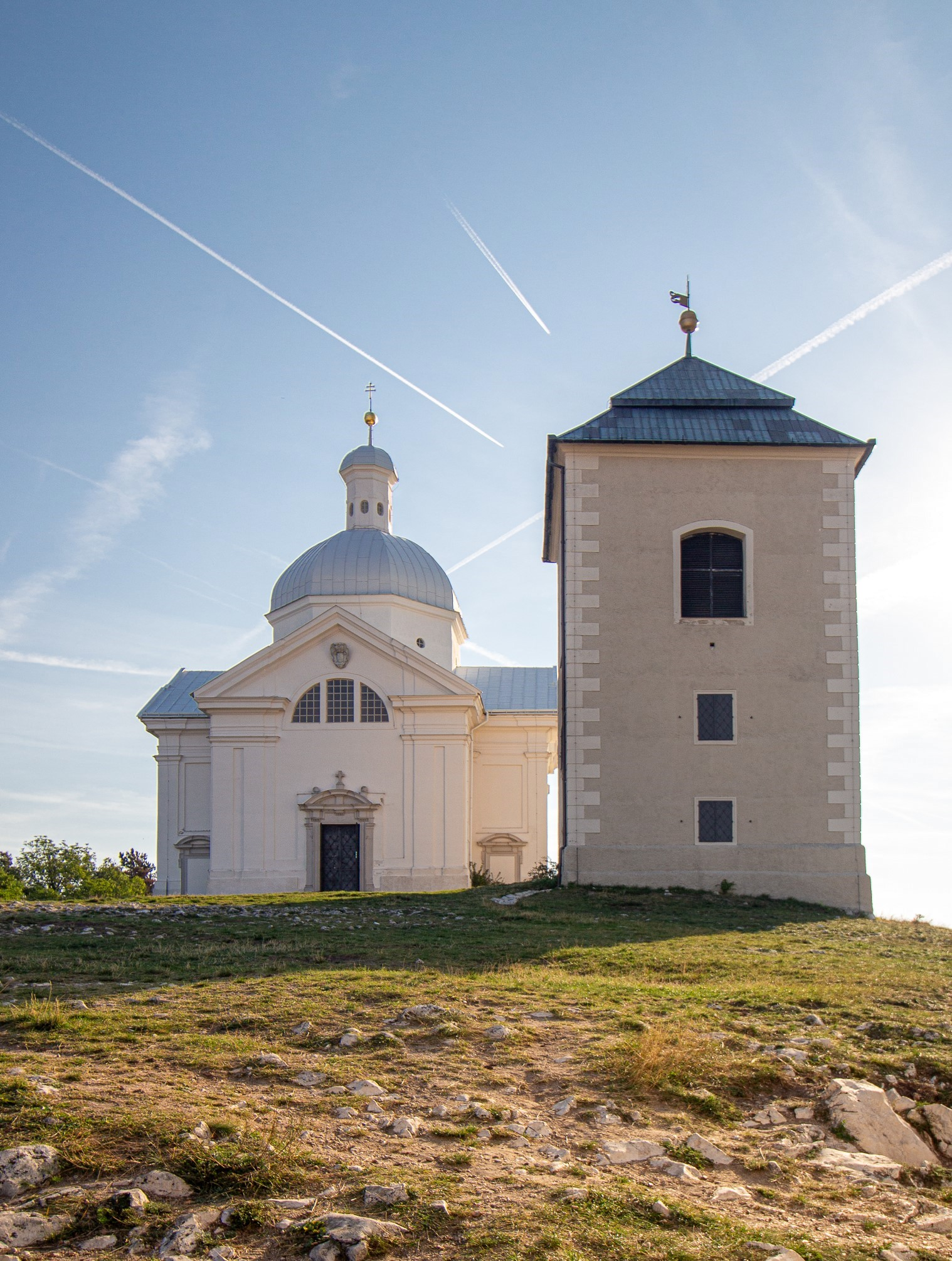
Kaple se zvonicí, foto z roku 2023

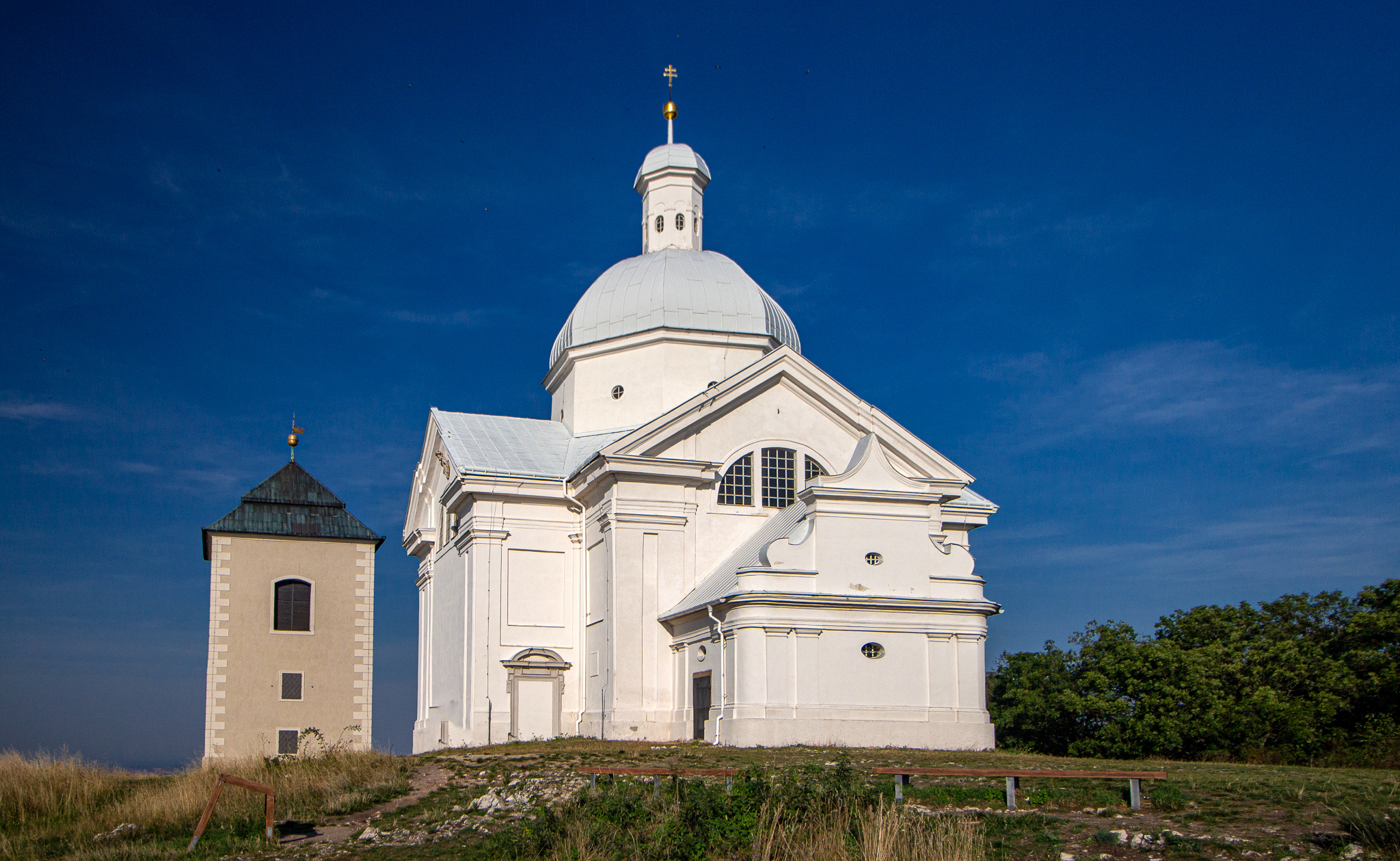
Kaple se zvonicí, foto z roku 2023

Základní kámen ke kostelu sv. Šebestiána na Svatém Kopečku byl položen v roce 1623 tehdejším majitelem mikulovského panství, kardinálem Františkem z Ditrichštejna, moravským gubernátorem a nejbohatším aristokratem v zemi. Stavba měla být poděkování Bohu za přečkání morové epidemie v Mikulově roku 1622. 
Archiválií není mnoho a často v nich různým překladem vznikal zmatek. O komplexu staveb na Svatém Kopečku u Mikulova se zmiňuje urbář z roku 1629. Vedle kostela pak mecenáš nechal postavit samostatně stojící zvonici dle italského způsobu - Kampanilu, která měla lákat okolní lid ke každoročním mariánským poutím. Ke kostelu vede z města křížová cesta se zastaveními. Od 17. století se počet počet kapliček měnil, až se ustálil na dnešních 14 zastavení. V době kardinála, pokud máme věřit vedutám, stály pouze ty největší z nich, dále kaple Božího hrobu a kaple sv. Rozálie na konci poutní cesty.
Stavby však často trpěly povětrnostními vlivy i údery blesků. Tím pádem byly mnohokrát opravovány. Během josefínských reforem byla tradice poutí přerušena. Celý areál zachránilo pouze to, že byl v soukromém držení Ditrichštejnů. V 19. století byl pak celý komplex staveb opraven a obnoven mikulovským proboštem Barensteinem.

## Architektura

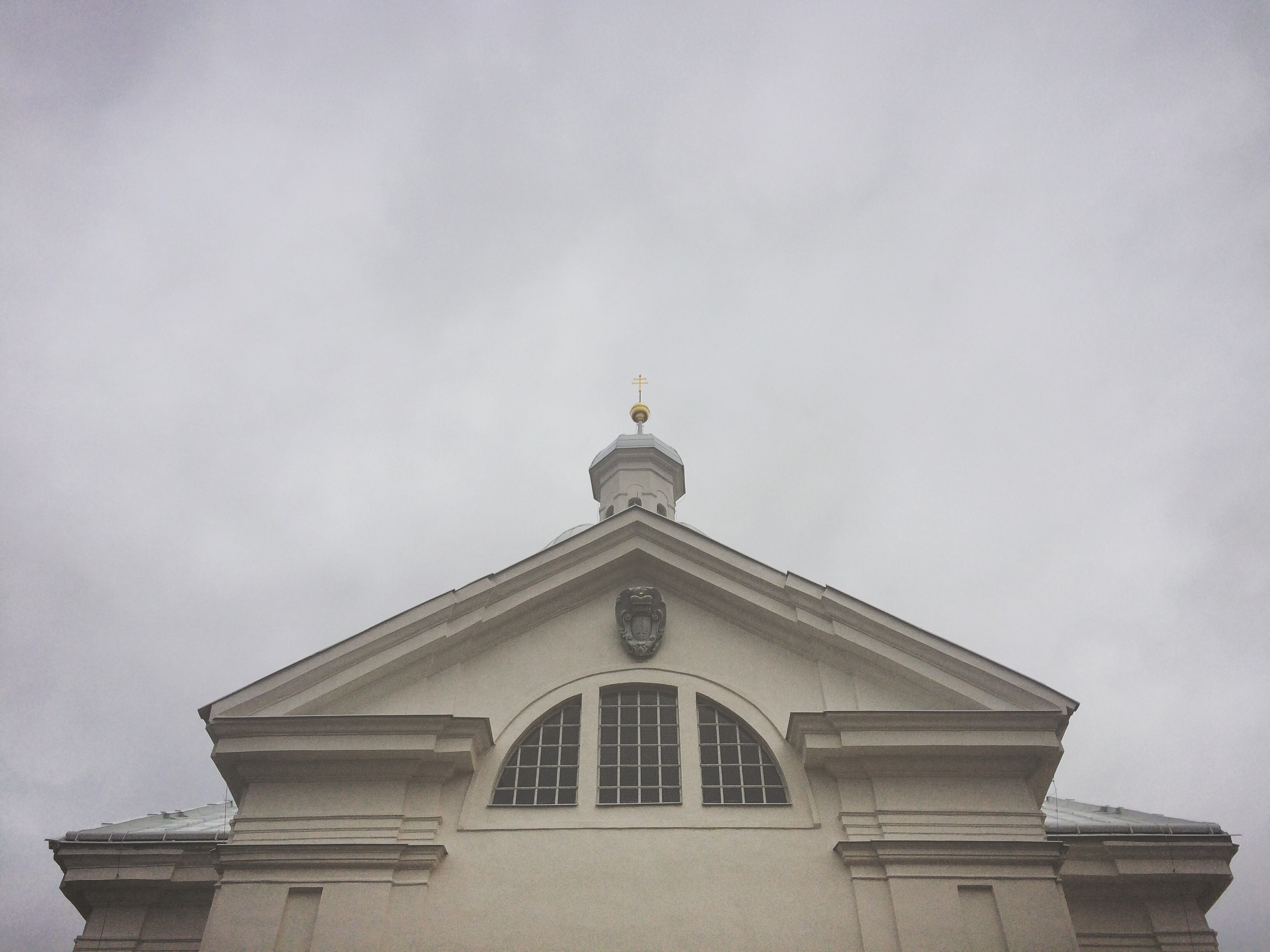
Horní část průčelí kostela s italizujícím segmentovým tympanonem, termovým oknem a erbem Ditrichštejnů

Kostel je postaven na půdorysu řeckého kříže s pravou centrální kupolí na pendentivech. Pokud je stavba s největší pravděpodobností původní z dob kardinála, jedná se o jednu z nejstarších pravých kupolí na Moravě, ne-li nejstarší vůbec. Uvnitř se naházely tři oltáře sv. Šebestiána, sv. Rocha a sv. Karla Boromejského, tedy ochránci před morem. Na počátku 18. století byla ke kostelu přistavěna malá sakristie. 
Architekturu chrámu zdobí čtyři tympanony s půlkruhovými termálními (termovými) okny, které odkazují na italský vliv (zřejmě benátský) a italskou předlohu stavby. Ze tří stran ve štítech zdobí tympanony ditrichštejnský erb se dvěma vinařskými noži. Dle starých vedut je vidět, že v rozích křížení se nacházely malé věžičky (lucerny). Je tedy možné, že kostel představuje verzi byzantských pětikupolových chrámů, kterými se inspirovali i italští renesanční architekti. Kupole je pak zakončena samostatnou lucernou s křížem. Badatelé potvrzují, že stavba má formální znaky architektury z dob kardinála Františka Ditrichštejna (1570–1636).
Jména architektů chybí. Velmi často se mluví o Giovannim Giacomu Tencallovi, což je dnes velmi nepravděpodobné, jelikož dle posledních výzkumů se narodil kolem roku 1600 a na takový úkol byl velmi mlád. S větší vážností se mluví o císařském rudolfínském architektovi Pražského hradu Giovannim Maria Filippim, který pracoval pro kardinála v Brně na jezuitské koleji, nyní zbourané a staviteli Ondřeji Ernovi, který pro Ditrichštejny rovněž projektoval stavby i v Mikulově.
Ve zvonici visí zvon o váze téměř čtyři a půl tuny, který v roce 1768 odlil mikulovský zvonař Jan Adam Henkelmann.